# Munyengue Trouble
Munyengue Trouble (ou Muyenge, Munyange Trouble) est un village du Cameroun situé dans le département de la Meme et la Région du Sud-Ouest. Il fait partie de la commune de Mbonge.

## Population
En 1953 on y a dénombré 133 personnes, puis 128 en 1967, principalement des Bamboko.
Lors du recensement national de 2005, la localité comptait 812 habitants.